# Ternoise
Pour les articles homonymes, voir Ternoise (homonymie).
La Ternoise est une rivière française de la région Hauts-de-France, dans le département du Pas-de-Calais, et l'affluent principal, en rive droite, du fleuve côtier la Canche.

## Géographie
La Ternoise prend sa source au nord-est de Saint-Michel-sur-Ternoise, sur la commune d'Ostreville, à 137 m d'altitude, passe à Saint-Pol-sur-Ternoise.
De 41,4 km de longueur, elle conflue dans la Canche à Huby-Saint-Leu, à 22 m d'altitude, localité très proche de la ville d'Hesdin.

## Hydronymie
Le nom de la Ternoise rentre dans une série de formations hydronymiques d'origine celtique en -na, ona ou -ena. La rivière devait jadis s'appeler la Tena et son nom s'est conservé dans celui du village de Teneur dont la forme ancienne était Teneu en 1157.

### Communes et cantons traversés
Présente uniquement dans le département du Pas-de-Calais, la Ternoise traverse les vingt-et-une communes suivantes, d'amont en aval, de Ostreville (source), Roëllecourt, Saint-Michel-sur-Ternoise, Saint-Pol-sur-Ternoise, Gauchin-Verloingt, Hernicourt, Wavrans-sur-Ternoise, Monchy-Cayeux, Anvin, Teneur, Érin, Tilly-Capelle, Blangy-sur-Ternoise, Blingel, Rollancourt, Auchy-lès-Hesdin, Le Parcq, Grigny, Marconne, Marconnelle, Huby-Saint-Leu (confluence).
Soit en termes de cantons, la Ternoise prend source sur le canton de Saint-Pol-sur-Ternoise, traverse et conflue le canton d'Auxi-le-Château, le tout dans les arrondissements d'Arras et de Montreuil.

### Toponymes
La Ternoise a donné son hydronyme aux quatre communes de Blangy-sur-Ternoise, Saint-Michel-sur-Ternoise, Saint-Pol-sur-Ternoise, Wavrans-sur-Ternoise, Teneur, traversée par le cours d'eau plus les quatre Conteville-en-Ternois, Croix-en-Ternois, Œuf-en-Ternois, Monts-en-Ternois n'étant pas traversée par le cours d'eau.

### Bassin versant

Carte des bassins versants régionaux des fleuves et rivières coulant dans le Nord-Pas-de-Calais ainsi que ces cours d'eau.

La Ternoise traverse une seule zone hydrographique 'Canche de sa source au confluent du Bras de Bronne' (E540) de 933 km2 de superficie. Ce bassin versant est constitué à 86,61 % de « territoires agricoles », à 7,87 % de « forêts et milieux semi-naturels », à 5,36 % de « territoires artificialisés », à 0,07 % de « surfaces en eau ».
Le bassin versant de la Ternoise est bordé au nord par celui de la Lys (rivière), affluent du fleuve l'Escaut.

### SAGE
Un SAGE ou schéma d'aménagement et de gestion des eaux est en constitution.

### Organisme gestionnaire
L'organisme gestionnaire est le syndicat mixte pour le SAGE de la Canche.

## Affluents
La Ternoise a quatorze tronçons affluents référencés dont ses principaux affluents de plus de quatre kilomètres sont, en rive droite, le Faux et l'Eps.
Les cinq affluents suivants sont tous de rang de Strahler supérieur à un (avec au moins un affluent) :
- la Faux (rd[note 1]), 5,3 km sur les trois communes d'Andin, Heuchin et Bergueneuse, avec quatre affluents et de rang de Strahler quatre :
  - le fon de Queveaussart,
  - re Fontaine,
  - bliot,
  - fossé d'Equirre, avec trois affluents et de rang de Strahler trois.
- la rivière d'Eps (rd), 4,9 km sur les trois communes d'Eps, Anvin (confluence), et Boyaval (source) avec un affluent et de rang de Strahler deux :
  - le Viel Eps (rd), 0,8 km sur les deux communes de Eps (confluence) et Boyaval (source).
- le ruisseau de Ramecourt (rg), 4,4 km sur les trois communes de Ramecourt (source), Saint-Pol-sur-Ternoise et Gauchin-Verloingt (confluence) avec deux affluents de deux et un kilomètres et de rang de Strahler deux.
- le Pinchon (rd), 1 km sur la seule commune de Rollancourt avec deux affluents et de rang de Strahler deux.
- la rivière la Ternoise (rd), 1 km sur la seule commune de Saint-Michel-sur-Ternoise avec un affluent : la Catherinette (rg), 4 km sur les trois communes de Ligny-Saint-Flochel (source), Roëllecourt et Saint-Michel-sur-Ternoise (confluence).

Tous les autres affluents sont de rang de Strahler un (sans affluent) et de moins de trois kilomètres de long :
- la Chapelle de Rocourt (rg), 2 km sur les deux communes de Gauchin-Verloingt (source et confluence) et Hernicourt ;
- le Saint-Martin (rd), 1 km sur les deux communes de Wavrans-sur-Ternoise (source et confluence), et Hernicourt ;
- le ruisseau de Béthonval (rd), 2 km sur la seule commune de Hernicourt ;
- le Blangy-sur-Ternoise (rg), 2 km sur les deux communes de Tilly-Capelle (source) et Blangy-sur-Ternoise (confluence) ;
- le Domwetz (rd), 2 km sur la seule commune de Auchy-lès-Hesdin ;
- le Petit Saint-Leu (rg), 1 km sur les trois communes de Grigny (source), Marconne et Huby-Saint-Leu (confluence) ;
- Huby-Saint-Leu (rd), 1 km sur les deux communes de Grigny (source) et Huby-Saint-Leu (confluence) ;
- Huby-Saint-Leu (rg), 1 km sur les deux communes de Marconne (source) et Huby-Saint-Leu (confluence) ;
- Bras de décharge de la Canche dans la Ternoise ;
- l'Eauette (rd), 1 km sur la seule commune de Auchy-lès-Hesdin[8].

### Rang de Strahler
Son rang de Strahler est de cinq.

## Hydrologie
La Ternoise est une rivière très régulière, à l'instar de ses voisines du Pas-de-Calais et de la Somme. Son régime hydrologique est dit pluvial océanique.

### La Ternoise à Hesdin
Son débit a été observé durant une période de 44 ans (1964-2007), à Hesdin, localité du département du Pas-de-Calais située au niveau de son confluent avec la Canche, et à 24 m d'altitude. La surface ainsi étudiée est de 342 km2, c'est-à-dire la quasi-totalité du bassin versant de la rivière.
Le module de la rivière à Hesdin est de 4,45 m3/s.
La Ternoise présente des fluctuations saisonnières de débit très peu marquées, tout comme la Canche ou la Somme, ses voisines. Les hautes eaux se déroulent en fin d'hiver et au printemps, et se caractérisent par des débits mensuels moyens compris dans une fourchette située entre 4,94 et 5,36 m3/s, de janvier à mai inclus, avec un maximum peu net en février (5,23 m3/s) et en mars (5,36 m3/s). À partir du mois de juin, le débit baisse très doucement jusqu'aux basses eaux qui ont lieu d'août à octobre inclus, entraînant une baisse légère du débit mensuel moyen allant jusqu'au plancher de 3,44 m3/s au mois de septembre.

### Étiage ou basses eaux
Aux étiages, le VCN3 peut chuter jusque 2,3 m3/s, en cas de période quinquennale sèche, ce qui reste très consistant. Ce fait est fréquent parmi les cours d'eau de la région comme la Somme, l'Authie, le Thérain, les eaux des pluies s'infiltrant presque intégralement en sous-sol, avant d'être restituées aux cours d'eau, par sources et suintements, et sont donc retenues longtemps avant de s'écouler.

### Crues
Les crues sont généralement assez peu importantes, mais nullement absentes. Les QIX 2 et QIX 5 valent respectivement 11 et 15 m3/s. Le QIX 10 est de 17 m3/s, le QIX 20 vaut 20 m3/s, tandis que le QIX 50 se monte à 23 m3/s.
Le débit instantané maximal enregistré à Hesdin a été de 28,8 m3/s le 4 juillet 2005, tandis que la valeur journalière maximale était de 23,5 m3/s le même jour. Si l'on compare la première de ces valeurs à l'échelle des QIX de la rivière, on constate que cette crue de juillet 2001 était largement supérieure à la crue cinquantennale définie par le QIX 50, et donc très exceptionnelle.

### Lame d'eau et débit spécifique
La Ternoise est une rivière fort abondante. La lame d'eau écoulée dans son bassin versant est de 411 millimètres annuellement, ce qui est nettement supérieur à la moyenne d'ensemble de la France, tous bassins confondus.
Le débit spécifique (ou Qsp) atteint le chiffre élevé de 13,0 litres par seconde et par kilomètre carré de bassin.

## Aménagements et écologie
Un méandre d’environ 360 m est aménagé dans la Ternoise à Huby-Saint-Leu pour faciliter la continuité écologique.

## Galerie

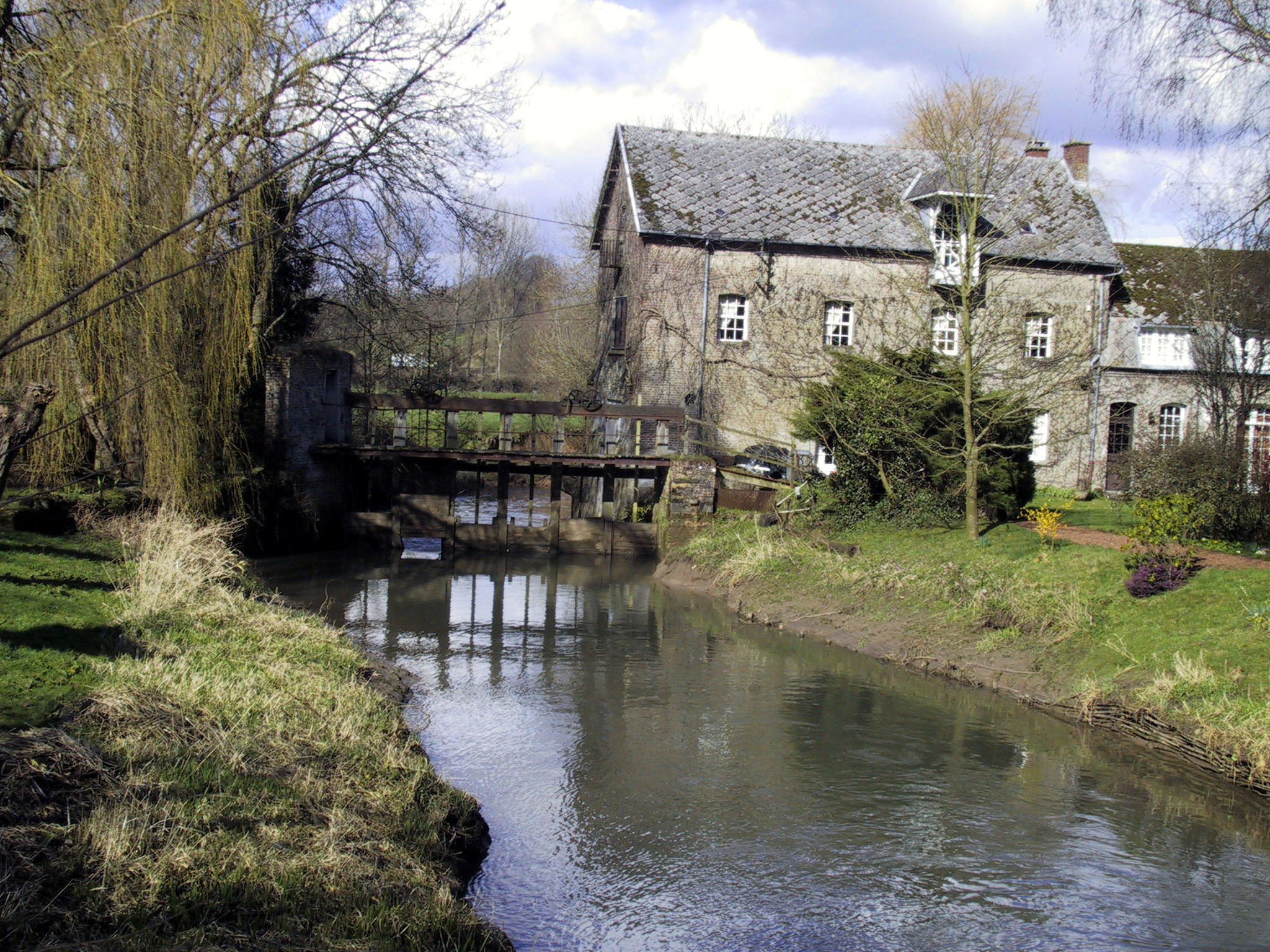
La Ternoise à Hernicourt.
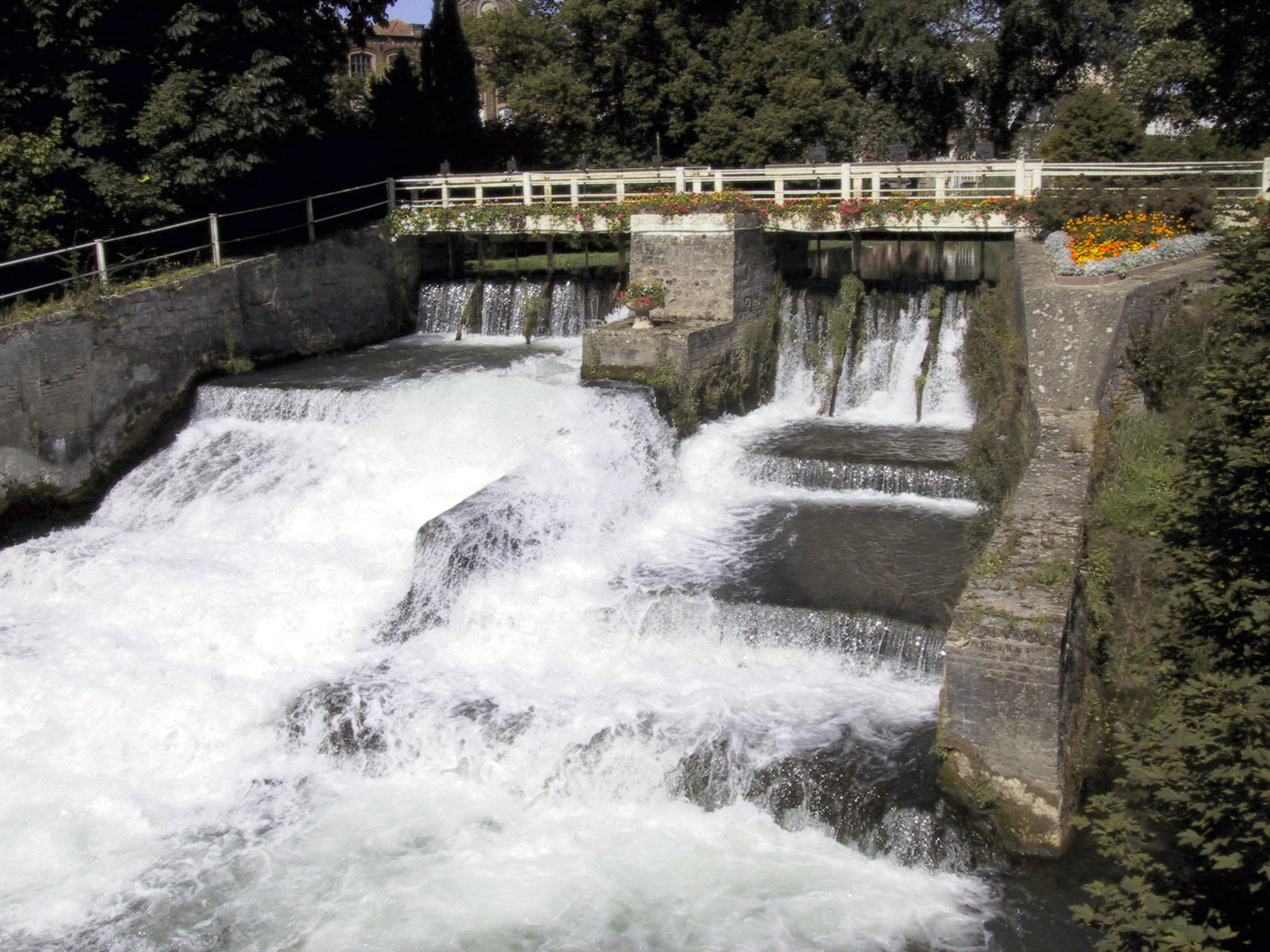
La Ternoise à Auchy-lès-Hesdin.
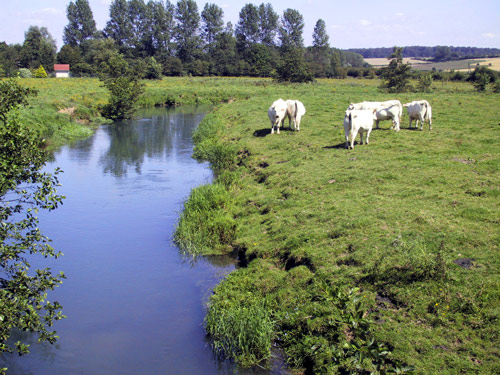
La Ternoise à Blangy-sur-Ternoise.
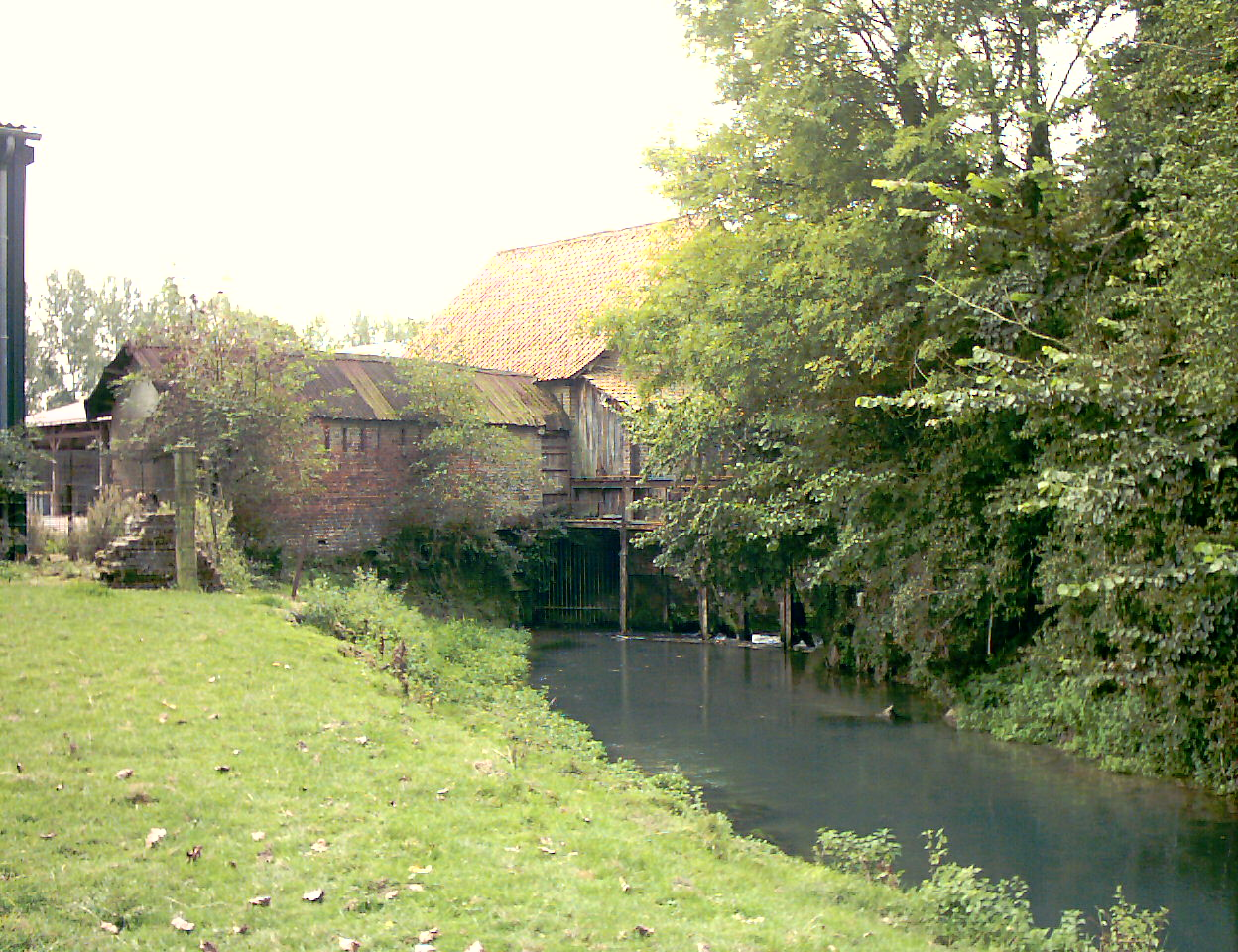
La Ternoise à Anvin…
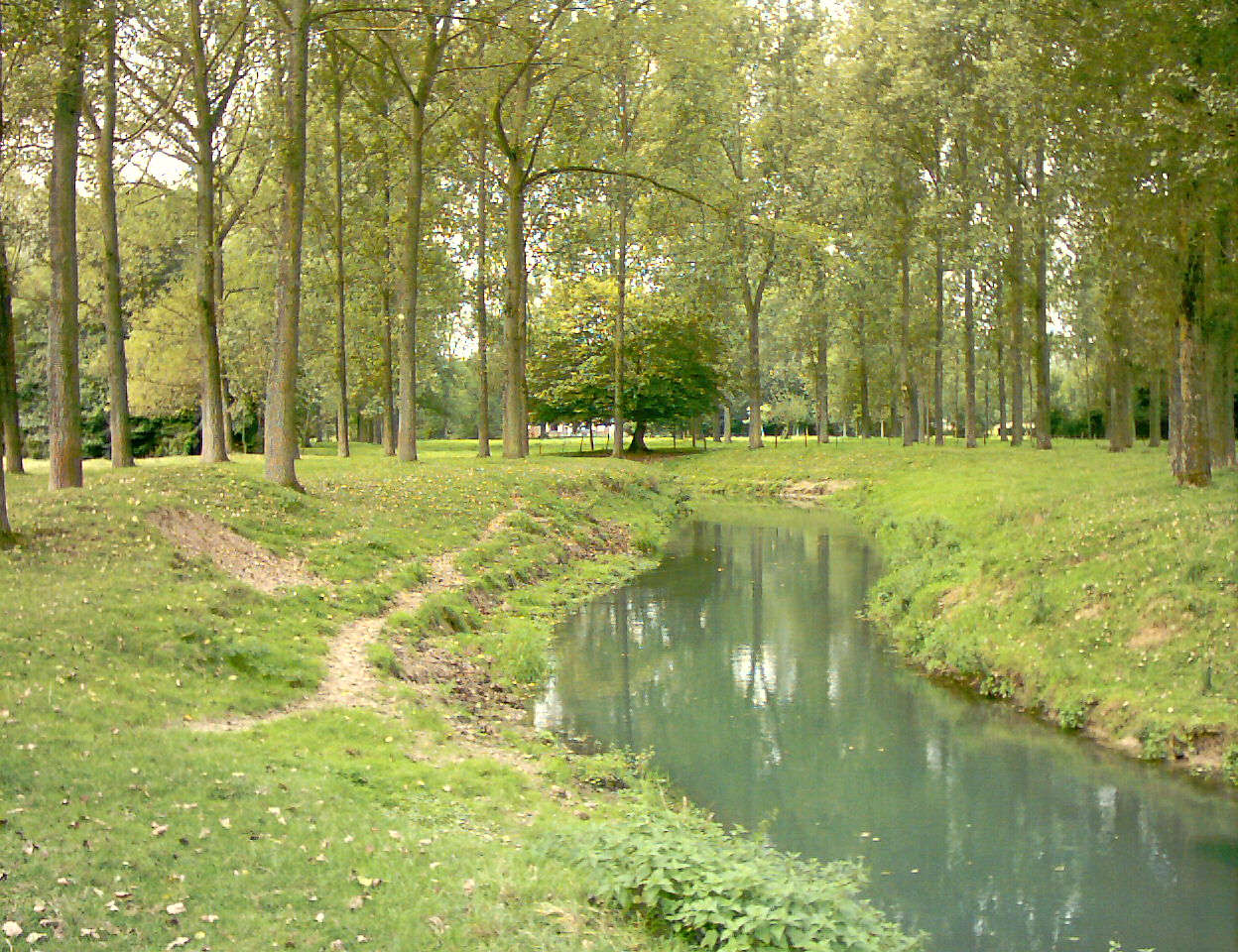
… et un peu plus en amont.